# Ізоцитратдегідрогеназа-2
Ізоцитратдегідрогеназа-2 (англ. Isocitrate dehydrogenase (NADP(+)) 2, mitochondrial) – білок, який кодується геном IDH2, розташованим у людей на короткому плечі 15-ї хромосоми.  Довжина поліпептидного ланцюга білка становить 452 амінокислот, а молекулярна маса — 50 909.
| 10         |  | 20         |  | 30         |  | 40         |  | 50         |
| ---------- |  | ---------- |  | ---------- |  | ---------- |  | ---------- |
| MAGYLRVVRS |  | LCRASGSRPA |  | WAPAALTAPT |  | SQEQPRRHYA |  | DKRIKVAKPV |
| VEMDGDEMTR |  | IIWQFIKEKL |  | ILPHVDIQLK |  | YFDLGLPNRD |  | QTDDQVTIDS |
| ALATQKYSVA |  | VKCATITPDE |  | ARVEEFKLKK |  | MWKSPNGTIR |  | NILGGTVFRE |
| PIICKNIPRL |  | VPGWTKPITI |  | GRHAHGDQYK |  | ATDFVADRAG |  | TFKMVFTPKD |
| GSGVKEWEVY |  | NFPAGGVGMG |  | MYNTDESISG |  | FAHSCFQYAI |  | QKKWPLYMST |
| KNTILKAYDG |  | RFKDIFQEIF |  | DKHYKTDFDK |  | NKIWYEHRLI |  | DDMVAQVLKS |
| SGGFVWACKN |  | YDGDVQSDIL |  | AQGFGSLGLM |  | TSVLVCPDGK |  | TIEAEAAHGT |
| VTRHYREHQK |  | GRPTSTNPIA |  | SIFAWTRGLE |  | HRGKLDGNQD |  | LIRFAQMLEK |
| VCVETVESGA |  | MTKDLAGCIH |  | GLSNVKLNEH |  | FLNTTDFLDT |  | IKSNLDRALG |
| RQ         |  |            |  |            |  |            |  |            |

A: Аланін

C: Цистеїн

D: Аспарагінова кислота

E: Глутамінова кислота

F: Фенілаланін

G: Гліцин

H: Гістидин

I: Ізолейцин

K: Лізин

L: Лейцин

M: Метіонін

N: Аспарагін

P: Пролін

Q: Глутамін

R: Аргінін

S: Серин

T: Треонін

V: Валін

W: Триптофан

Цей білок за функцією належить до оксидоредуктаз. 
Задіяний у такому біологічному процесі як цикл трикарбонових кислот. 
Білок має сайт для зв'язування з іонами металів, іоном магнію, НАДФ, іоном марганцю. 
Локалізований у мітохондрії.